# Тіїрганна
Тіїрганна (ест. Tiirhanna), також Тіїрхана, Тіїрхянна — село в Естонії, входить до складу волості Меремяе, повіту Вирумаа.